# Interpretatio christiana
Jako interpretationes christianae (pl.) jsou označovány kulturní jevy (i jednotlivé předměty), které si původně vytvořila pohanská společnost, ale které v raném středověku v rámci rozšiřování svého vlivu v Evropě v upravené podobě přijala i křesťanská církev, která by jen obtížně dokázala vymýtit tyto hluboce zakořeněné společenské praktiky, často spojené s pohanskými kulty.
Interpretatio christiana souvisí s obecně složitou úlohou křesťanské církve ve střední a severní Evropě, kde se především venkovské vrstvy obyvatelstva se svými zažitými rituály a pověrami jen těžko přizpůsobovaly nově společenskými špičkami přijatému náboženství. V rámci střední Evropy se v těchto souvislostech mluví o polopohanské společnosti až do 13. století, kdy teprve nová církevní organizace (vytvoření farní sítě) dokázala prosadit křesťanské principy a zásady i na venkově.

## Příklady interpretationum christianarum
- stavby kaplí nad hroby významných mrtvých
- přípitky na paměť světců na hostinách (doloženo např. u Kristiána), pravděpodobně navazovaly na úlitbu bohům
- tzv. svatováclavská přilba (na relikvii přimontována čelenka severského původu s vyobrazením Odina, který označován za Krista)
- bojovnický opasek jako symbol sociální pozice bojovníka (mohl být na znamení pokání nebo zřeknutí se této pozice symbolicky položen na oltář)
- postřižiny
- obětiny v základech novostaveb časté v předkřesťanských společnostech transformovány do zvyku klást základní kámen